# Ute Heimerzheim
Ute Heimerzheim (* 30. Dezember 1959 in Köln) ist eine ehemalige deutsche Basketballspielerin.

## Werdegang
Heimerzheim bestritt zwischen Dezember 1977 und August 1983 69 Länderspiele für die Bundesrepublik Deutschland. 1978 und 1981 nahm sie an Europameisterschaften teil.
Auf Vereinsebene spielte sie für Agon Düsseldorf, 1984 wechselte sie zum Zweitligisten Ahrensburger TSV.